# Andrea Deidda
Andrea Deidda (15 december 1993) is een Luxemburgs voetballer die speelt als aanvaller voor de Luxemburgse club Jeunesse Esch.

## Carrière
Deidda speelde in de jeugd van Jeunesse Esch, bij deze club maakte hij ook zijn profdebuut in 2010. Anno 2019 speelde hij 150 wedstrijden voor de club waarin hij 20 keer kon scoren.
1 Sommer ·
2 Mendes ·
3 C. de Sousa ·
4 Todorović  ·
5 Meddour ·
6 Fiorani ·
7 Klica ·
8 Duriatti ·
10 Deidda ·
11 Makota ·
12 Ivesic ·
14 Menessou ·
16 Kyereh ·
17 D. de Sousa ·
18 Lapierre ·
19 Rosa ·
20 D. Soares ·
21 Arslan ·
22 C. Soares ·
23 Steinbach ·
24 Kouamé ·
25 Brito ·
26 Fox ·
Boakye ·
Coach: Tosi